# Sportverein Alemannia Haibach 1919 e.V.
Sportverein Alemannia Haibach 1919 e.V. é uma agremiação esportiva alemã, fundada a 2 de outubro de 1919, sediada em Haibach, na Baviera.
O momento mais notável do clube ocorreu na temporada 1996-1997, quando passou uma temporada entre os quatro primeiros da Fußball-Bayernliga. Também uma vez se classificou para a primeira fase da Copa da Alemanha, em 1979, mas foi eliminado na primeira fase pelo VfL Frohnlach após perder por 8 a 4, após prolongamento.

## História
Fundada em 1919, o Alemannia Haibach passou a maior parte de sua existência como um time de nível regional. A equipe apareceria no cenário nacional, quando se classificou para a primeira rodada da DFB-Pokal, a Copa da Alemanha, em 1979. O time se confrontou contra o companheiro do norte da Baviera, o VfL Frohnlach e ambos jogaram uma partida memorável, em que o Frohnlach obteve a vantagem de 4 a 1 após 66 minutos. Em seguida, o Haibach marcou três gols em oito minutos, igualando o placar e forçando a prorrogação. Na segunda metade do tempo extra, o Frohnlach marcou quatro gols, terminando a peleja em 8 a 4 a seu favor.
O Alemannia não era um membro fundador da Unterfranken Bezirksoberliga (V), em 1988, mas ganhou a promoção para o campeonato em 1992, após uma campanha sem derrotas na Bezirksliga Unterfranken-Oeste (VI), terminando em terceiro em seu primeiro ano, seguido por uma conquista e promoção no ano seguinte.
O clube obteve um sucesso instantâneo na Landesliga Bayern-Nord (V), ficando em segundo em 1995. A conquista qualificou a equipe para a fase de promoção para a Bayernliga, mas uma derrota por 2 a 1 diante do FC Enikon Augsburg, na final, paralisou as suas ambições. Na temporada, 1995-1996, o Alemannia repetiu o seu segundo lugar na Landesliga , mas dessa vez, obteve êxito na fase de promoção, derrotando o VfB Helmbrechts por 2 a 0 no tempo extra para ganhar um lugar na Bayernliga pela primeira vez.
O clube não se adaptou bem ao novo campeonato, conquistando apenas 6 dos 34 jogos, ficando na penúltima posição, a onze pontos de vantagem da salvação.
De volta à Landesliga, o clube parecia que iria cair tão rapidamente quanto subiu, sendo rebaixado imediatamente à Bezirksoberliga. O Alemannia terminou em segundo lugar na liga, em 1999, retornando à Landesliga.
Após retornar para a Landesliga, o time conseguiu se livrou dos problemas de rebaixamento, com exceção na primeira temporada, e chegou perto de mais uma promoção, em 2007, quando terminou em segundo no campeonato. Porém, após capitular diante do TSG Thannhausen perdeu a fase de promoção. Na maioria das temporadas, o clube terminou entre os seis primeiros do campeonato e continua a desempenhar na Landesliga em 2011-2012.

## Títulos
| Ligas - Landesliga Bayern-Nord - Vice-campeão: 1995, 1996, 2007; - Bezirksoberliga Unterfranken - Campeão: 1994; - Vice-campeão: 1999; - Bezirksliga Unterfranken-West - Campeão: 1992; | Copas - Unterfranken Cup - Vencedor: 2002, 2008; - Vice-campeão: 2007; |

## Cronologia recente
A recente performance do clube:
| Temporada | Divisão                | Módulo | Posição |
| 1999–2000 | Landesliga Bayern-Nord | V      | 13ª     |
| 2000–01   | Landesliga Bayern-Nord | V      | 4ª      |
| 2001–02   | Landesliga Bayern-Nord | V      | 10ª     |
| 2002–03   | Landesliga Bayern-Nord | V      | 6ª      |
| 2003–04   | Landesliga Bayern-Nord | V      | 5ª      |
| 2004–05   | Landesliga Bayern-Nord | V      | 6ª      |
| 2005–06   | Landesliga Bayern-Nord | V      | 10ª     |
| 2006–07   | Landesliga Bayern-Nord | V      | 2ª      |
| 2007–08   | Landesliga Bayern-Nord | V      | 4ª      |
| 2008–09   | Landesliga Bayern-Nord | VI     | 3ª      |
| 2009–10   | Landesliga Bayern-Nord | VI     | 4ª      |
| 2010–11   | Landesliga Bayern-Nord | VI     | 6ª      |
| 2011–12   | Landesliga Bayern-Nord | VI     | 9ª ↑    |
| 2013–13   | Bayernliga Nord (V)    | V      | ª       |

## Participações na Copa da Alemanha
O clube participou da DFB-Pokal apenas uma vez:
| Temporada | Fase          | Data                 | Casa          | Fora              | Resultado                | Público |
| 1979–80   | Primeira fase | 26 de agosto de 1979 | VfL Frohnlach | Alemannia Haibach | 8 a 4 (após prorrogação) | 1.500   |